# 난팡저우모
난팡저우모(남방주말, 중국어: 南方周末, 병음: Nánfāng Zhōumò)는 중국 광저우시를 기반으로 하는 주간지로, 일간지인 난팡 일보의 자매지이다.
1984년 창간되었으며, 본사는 광저우에 있으며, 베이징, 상하이, 청두에 거점을 두고 있다. 평균적으로 160만 부가 발행되며, 중국 본토에서 발행 부수가 가장 많은 주간지로, 영향력 역시 크다.